# Верем'я (заповідне урочище)
«Верем'я» — заповідне урочище місцевого значення, розташоване на території Копачівської сільської ради Обухівського району Київської області. Створено рішенням 16 сесії ХХІ скликання Київської обласної Ради від 10 березня 1994 року за № 391-21-V.

## Загальні відомості
Землекористувачем заповідних теренів є Копачівська сільська рада. Урочище розташоване на захід від села.
Площа 6,7 гектарів. Заповідна територія перебуває у природному стані. Вона розташована на правому схилі та днищі поперечної балки, що з'єднує два більші балкові комплекси. У її верхній частині присутні лучно-степові угрупування, на південних схилах збережені рідкісні угрупування ковили волосистої (Stipa capillata). На днищі балки у давнину було закладено два ставки, сліди яких ще проглядаються. Однак на час утворення заповідного урочища на цих ділянках повністю відновилась рослинність лучних угрупувань.

## Опис
Похилі схили балки покривають угрупування Botriochloeta ischaemi та Elytrigieta repentis.

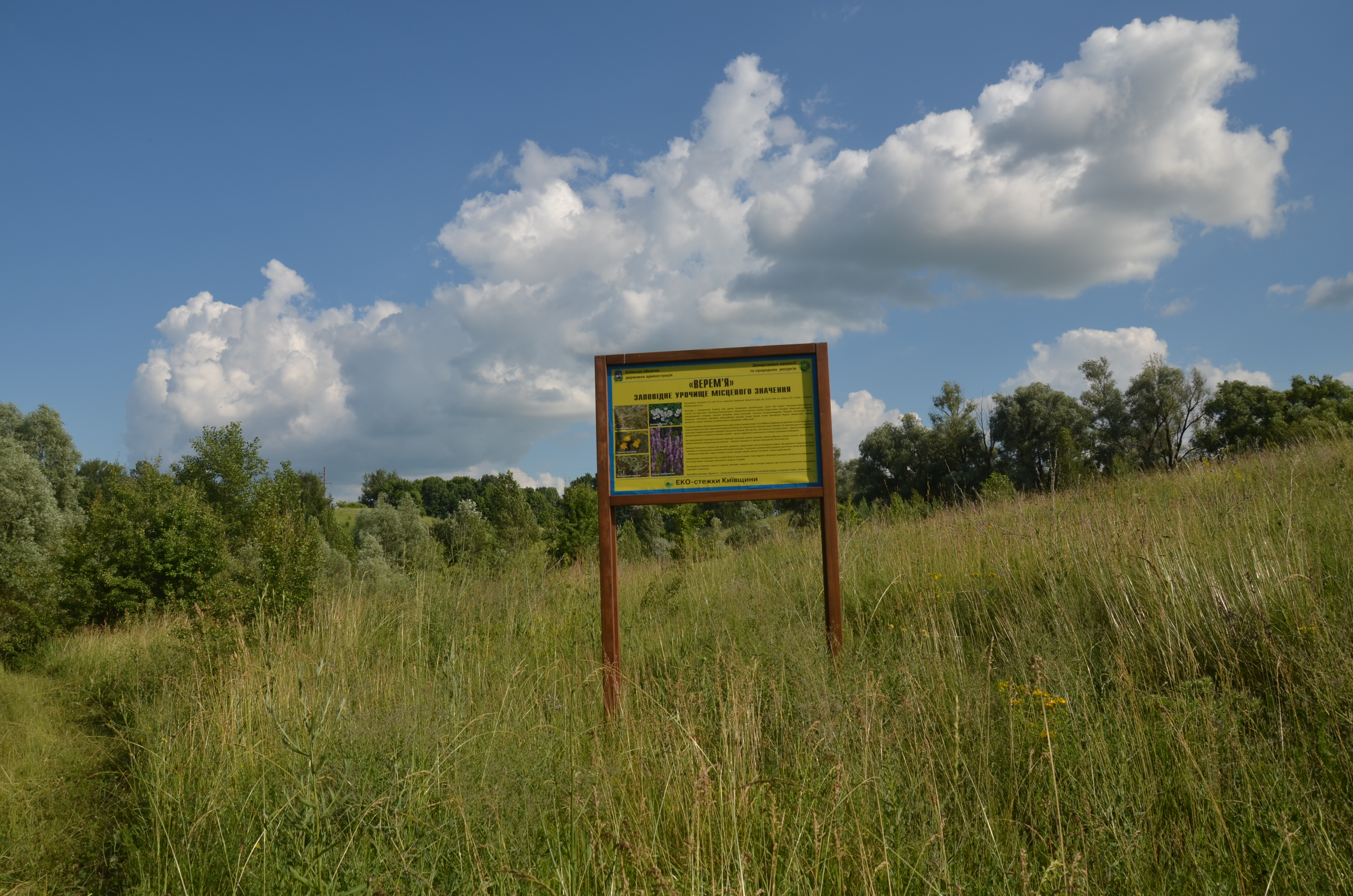
Верем'я (заповідне урочище)

У заповідному урочищі ростуть великі популяції адонісу весняного (Adonis vernalis) та анемони лісової (Anemone sylvestris), що відносяться до рідкісних степових рослин. Це найпівнічніша відома межа поширення виду адонісу весняного, якого в урочищі нараховують понад 100 куртин.
На найвищих ділянках схилів трапляються невеликі угрупування ковили волосистої (Stipa capillata), занесеної до Червоної книги України і Зеленої книги України.
У верхній і середній частинах схилів урочища ростуть лучно-степові угрупування. Тут зустрічаються такі види, як шавлія дібровна (Salvia nemorosa L.), доволі рідкий качим метельчастий (Gypsophilla paniculata), ліщина (Corylus avellana L.), виявлені значні популяції лікарських рослин цмину піскового (Helichrysum arenarium (L.) Moench) та заячої конюшини (Anthyllis macrocephala).

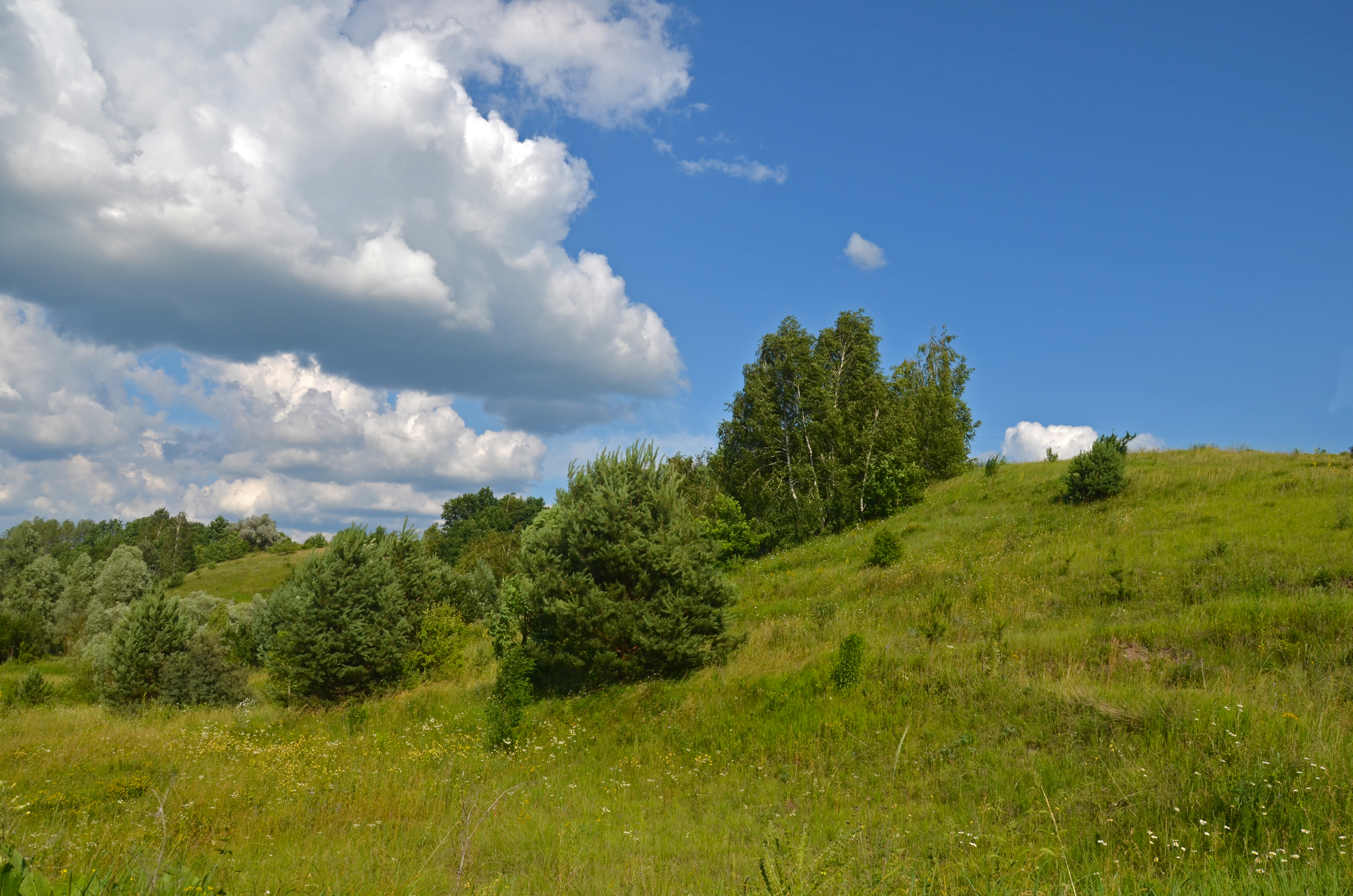
Верем'я (заповідне урочище)

У середній частині трапляються ділянки типчаково-різнотравного степу з видами типчака (Festuca valesiaca), костриці борознистої (Festuca rupicola), пажиці багаторічної (Lolium perenne), скабіози блідо-жовтої (Scabiosa ochroleuca), холодку лікарського (Asparagus officinalis), розхідника плющовидного (Glechoma hederacea), еспарцету (Onobrychis sp.), пахучки звичайної (Clinopodium vulgare), хвоща польового (Equisetum arvense), астрагалу еспарцетовидного (Astragalus onobrychis), бородача звичайного (Bothriochloa ischaemum), люцерни румунської (Medicago romanica), волошки псевдоплямистої (Centaurea pseudomaculosa), смілки широколистої (Melandrium album), буркуну лікарського (Melilotus officinalis), суріпиці звичайної (Barbarea vulgaris), смілки пониклої (Silene vulgaris), полину гіркого (Artemisisa absinthium), волошки лучної (Centaurea jacea), материнки звичайної (Origanum vulgare), деревію майже-звичайного (Achillea submillefolium), конюшини польової (Triflolium arvense), гірчаку жовтого (Picris hieracioides), алтеї лікарської (Althea officinalis), дев'ясилу британського (Inula britanica), лещиці волотистої (Gypsophilla paniculata), різухи звичайної (Falcaria vulgaris), полину звичайного (Artemisia vulgaris), костриці лучної (Festuca pratensis), льонку звичайного (Linaria vulgaris), полину дніпровського (Artemisia dniproica), миколайчиків рівнинних (Eryngium campestre), борщівника сибірського (Heracleum sibiricum), жовтозілля Якова (Senecio jacobaea), татарника колючого (Onopordum acanthium) та інших.

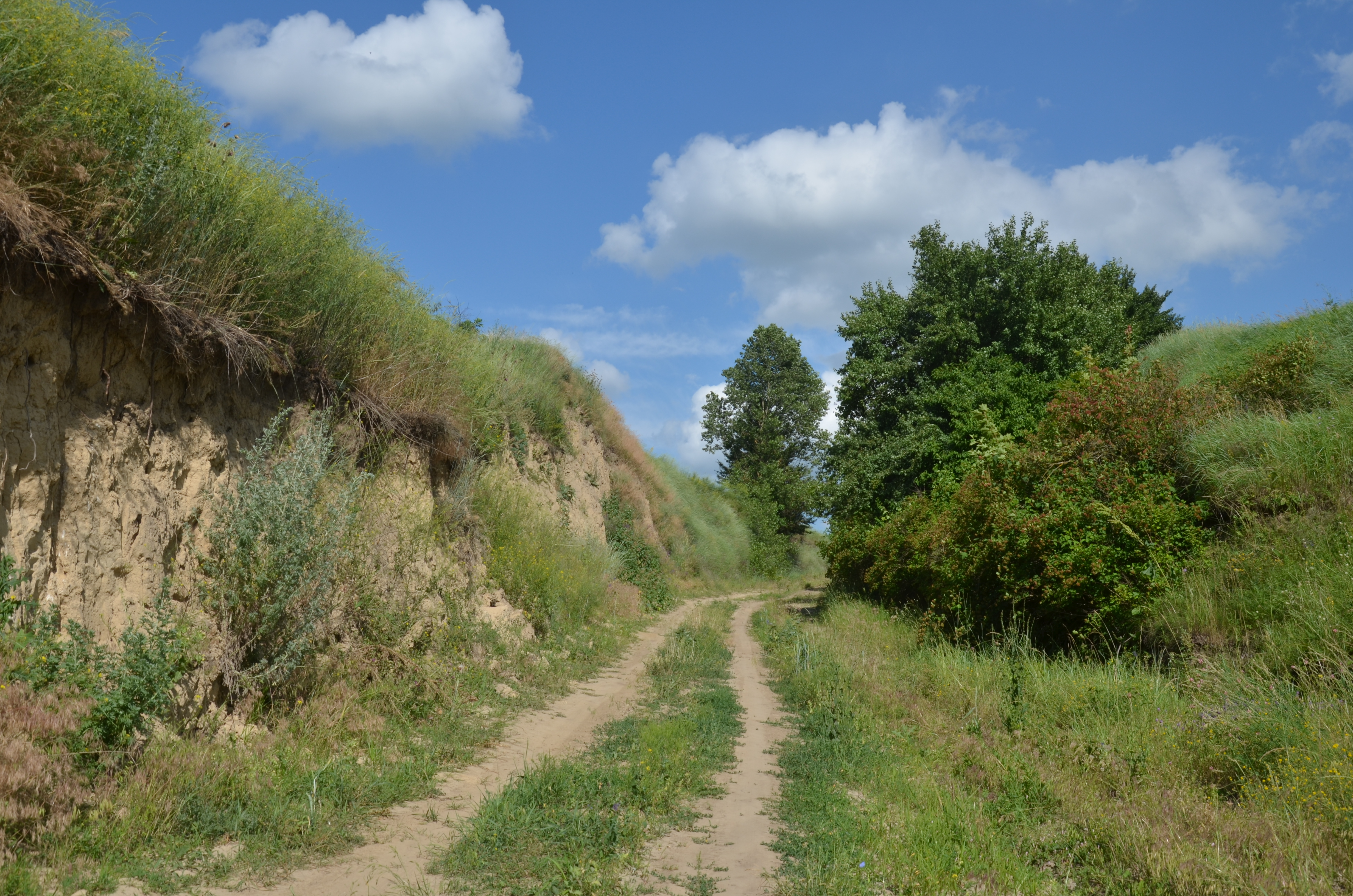
Верем'я (заповідне урочище)

По днищі балки протікає струмок, що бере початок з великого джерела, яке знаходиться в бетонному кільці, обсаджене вербами ламкими (Salix fragilis L.). У вологому ґрунті поряд ростуть характерні для боліт види — лепешняк плавучий (Glyceria), комиш лісовий (Scirpus sylvaticus), паслін солодко-гіркий (Solanum dulcamara L.), ранник тіньовий (Scrophulāria umbrōsa), плакун верболистий (Lythrum salicaria), ехіноцистис шипуватий (Echinocystis lobata) та нетипові для даних угрупувань блекота чорна (Hyoscyamus niger), щавель кінський (Rumex confertus) та інші.
Тут трапляються зарослі верби білої (Salix alba) та тополі чорної (Populus nigra), поодинокі берези (Betula pendula).

### Фауна
У вологих ділянках весною розмножуються земноводні, влітку струмок є місцем водопою численних птахів. На схилах трапляються гнізда бджолоїдки (Merops apiaster).